# Адрамитион
Адрамитион (Адрамиттий, др.-греч. Ἀδραμύττειον или Ἀδραμύττιον) — древнегреческий город в северо-западной части Малой Азии, на территории нынешней Турции.

## История
Месторасположение древнего Адрамитиона было локализовано в XIX веке напротив острова Лесбос, на восточном берегу залива Адрамитион (ныне — залив Эдремит, Edremit Körfezi). Спорным остаётся вопрос — кто являлся основателем города — фракийцы или лидийцы. Согласно византийским источникам, основал Адрамитион брат лидийского царя Крёза Адрам. Важное значение города определяли его географическое положение, позволявшее контролировать как сухопутные, так и морские торговые пути, ведшие от лесного региона гор Ида к побережью Эгейского моря и далее на острова и в материковую Грецию, а также удобная гавань.
Адрамитион играл важную роль в жизни Лидийского царства. Крёз до своего восшествия на трон был архонтом этого города. В 422 году до н. э. Адрамитион с согласия сатрапа Геллеспонтской Фригии Фарнака II принял афинянами жителей Делоса, что привело к эллинизации города. В пока точно не установленном периоде истории города (согласно Страбону), в Адрамитион переселилась также часть афинян. В 411 году до н. э. по приказу персидского сатрапа Тиссаферна была вырезана аристократическая часть греческого населения города, однако эллинизацию Адрамитиона это уже не могло остановить. Конституция этого города входит в число тех, которые вошли в собрание Аристотеля.
Во время восстания сатрапов Адрамитион стал оплотом сатрапа Ариобарзана II. В связи с этим город был в 366 году до н. э. осаждён Автофрадатом. В 362—361 годах до н. э. в Адрамитионе чеканились монеты восставшего сатрапа Оронта I. В эллинистическую эпоху благоприятное расположение города и порта также неоднократно делало его местом сражений между различными враждующими лагерями. В 302 году он был взят войсками Препелая. В 201 году до н. э. город был разграблен армией царя Македонии Филиппа V. 
В 190 году до н. э. Адрамитион был осаждён Антиохом III, которого изгнал подошедший римский флот. Под влиянием римлян город вошёл в состав Пергамского царства, где стал центром провинции (dioíkésis). В ней под управление Адрамитиона подпадали также такие города, как Фивы, Лирнес и Иолла. В войнах царя Понтийского царства Митридата VI Адрамитион первоначально его поддерживал; как определил позднее особый римский суд, здесь состоялось также в 88 году до н. э. истребление римских граждан и италиков, в котором адрамитийцы приняли самое активное участие. Однако в 84 году до н. э. жители города свергли власть Митридата. После того, как Рим вновь подчинил себе этот регион, Адрамитион стал местом правления провинции Азия (portorium Asiae, в 75 году до н. э.). В римское время в порту его находилась крупная верфь. Известно, что в Адрамитионе существовала иудейская община.
Чеканка собственных монет в Адрамитионе была прекращена в годы правления императора Галлиена. Начиная с 431 года, в византийский период здесь находился центр епископства. Около 1100 года гавань Адрамитиона была настолько засорена и занесена песком, что судоходство здесь прекратилось, и городская жизнь в Адрамитионе постепенно угасла.